# عدم التحمل الانتصابي
عدم التحمل الانتصابي هو مصطلح يشير إلى حدوث أعراض طبية أثناء وضعية الوقوف واختفائها أثناء وضعية الاستلقاء، ويمكن تصنيف عدم التحمل الانتصابي على أنه تصنيف فرعي لاضطراب الوظائف المستقلة (أحد اضطرابات الجهاز العصبي الذاتي) التي تحدث خلال وضعية الوقوف.
هناك تداخل كبير بين عدم التحمل الانتصابي وبين متلازمة التعب المزمن أو الألم العضلي الليفي، ويصيب عدم التحمل الانتصابي النساء أكثر من الرجال (بنسبة لا تقل عن 4: 1)، وعادة ما تقل أعمار المصابات عن 35 عامًا.
يحدث عدم التحمل الانتصابي في البشر لأن وضعية الوقوف تُمثل عامل ضغط أساسي، فعندما يقف الإنسان فإن ما يقرب من 750 مل من الدم الموجود بالصدر ينتقل فجأة إلى الأسفل، الأمر الذي يتطلب أليات تعويض دوارنية وعصبية سريعة وفعاله تهدف للحفاظ على ضغط الدم والدورة الدموية الدماغية والوعي، ومن ثم فإن المصاب بعدم التحمل الانتصاب يفتقر إلى تلك الآليات، ويحتمل أن تكون مسببات عدم التحمل الانتصاب (مثل تغير سرعة دقات القلب وضغط الدم والدورة الدموية الدماغية) ناجمة عن اضطراب في التفاعل بين التحكم في حجم الدم وجهاز الدوران والجهاز العصبي.

## الأعراض
ينقسم عدم التحمل الانتصابي إلى حاد ومزمن.

### عدم التحمل الانتصابي الحاد
عادة ما يعاني المرضى المصابون بعد التحمل الانتصابي الحاد من فقدان الوعي المؤقت أثناء الانتصاب يتبعه إفاقة (ويُعرف بالإغماء)، ويختلف هذا الإغماء عن الإغماء الناجم عن أمراض القلب في وجود محفزات معروفة لنوبة الإغماء (مثل وضعية الوقوف والمشاعر القوية) ووجود أعراض بادرية محددة (مثل الغثيان، والصداع وعدم وضوح الرؤية).
الأعراض:
- ضعف البصر (زغللة العين، إغماء، ازدواج الرؤية)
- القلق
- الإعياء
- الصداع
- خفقان القلب، حيث يتسارع القلب لتعويض انخفاض ضغط الدم
- فرط التنفس أو الإحساس بضيق النفس أو عسر البلع (انظر أيضًا متلازمة فرط التنفس)
- الشعور بالدوار
- التعرق
- الرعاش
- الضعف العام

### عدم التحمل الانتصابي المزمن
يعاني المرضى المصابون بعدم التحمل المزمن الانتصابي المزمن من الأعراض معظم أو طوال الوقت. وتشمل هذه الأعراض أعراض عدم التحمل الانتصابي الحاد بالإضافة إلى:
- غثيان
- مشاكل في مدى الانتباه
- شحوب
- عدم تحمل الحر
- اضطراب النوم

## الأسباب
يحفز حدوث أعراض عدم التحمل الانتصابي كل مما يلي:
- وضعية الوقوف لفترات طويلة من الزمن (مثل الوقوف في طابور أو أثناء الاستحمام).
- البيئة الدافئة (خلال طقس الصيف الحار، الأماكن المزدحمة، أو الاستحمام بماء ساخن).
- أحداث عاطفية مقلقة (مثل رؤية الدماء).
- رواد الفضاء العائدين من الفضاء والذين لم يتأقلموا بعد مع الجاذبية.[7]
- ملازمة الفراش لفترة طويلة
- عدم تناول الأملاح والسوائل بشكل كاف.[4]

## التشخيص
مرض عدم التحمل الانتصابي هو من الأمراض التي يصعب تشخيصها،، وتساعد الاختبارات المتاحة لتشخيصة (مثل اختبار المنضدة المائلة، تقييم الجهاز العصبي الذاتي، وسلامة الأوعية الدموية) في تحديد وتبسيط العلاج.